# Llaima
Llaima je aktivní stratovulkán, nacházející se v chilském regionu Araukánie. Je jedním z nejaktivnějších vulkánů v Chile. Od druhé poloviny 18. století bylo zaznamenáno přibližně 50 menších, nebo středně silných explozivních erupcí, poslední z nich proběhla na jaře roku 2009. Sopka a její okolí jsou součástí národního parku Conguillío. 
Sopka leží na starší, 8 km široké kaldeře, která se zformovala před 13 200 lety a její vznik doprovázela erupce 24 km3 vulkanického materiálu, známého jako souvrství Curacutínské ignimbrity. Masiv 3125 m vysoké sopky je tvořen převážně bazalty a andezity. Na svazích se nachází mnoho struskových kuželů.

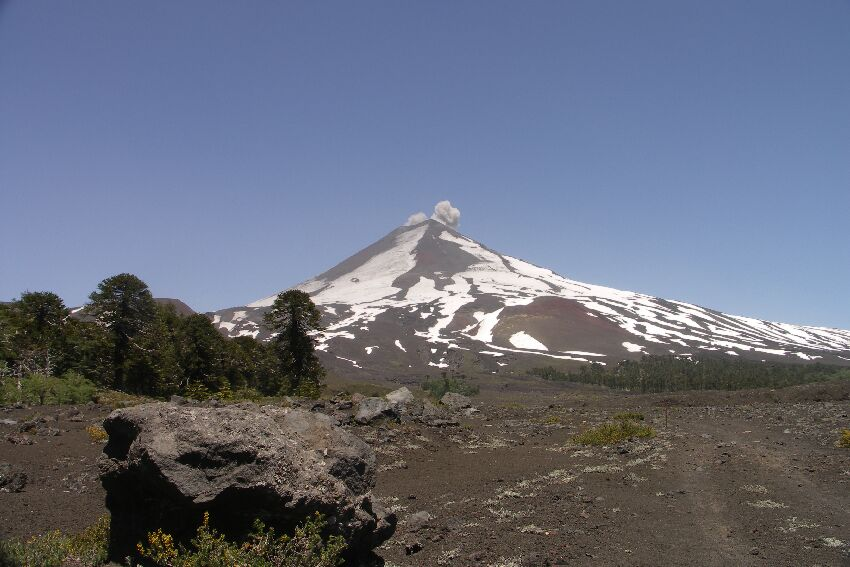
Llaima tři dny před erupcí 1. ledna 2008
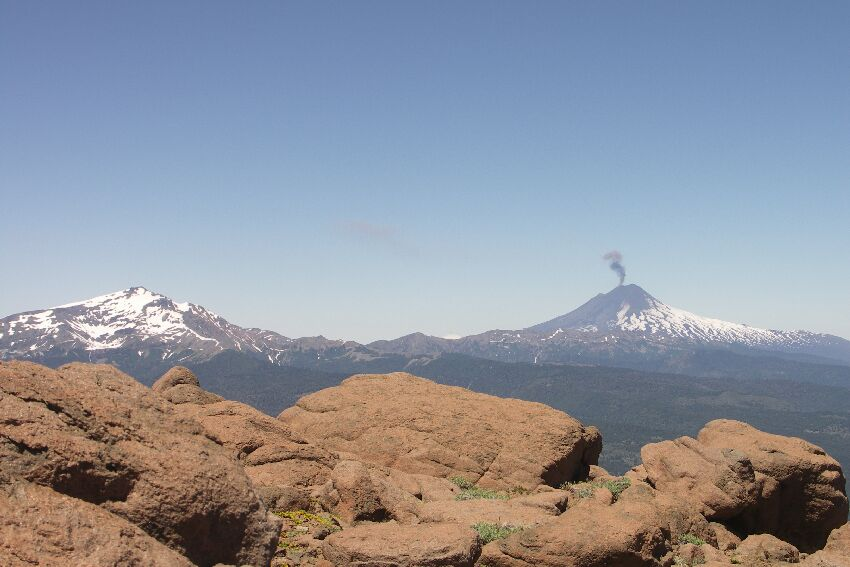
Llaima několik dní po erupci koncem ledna 2008
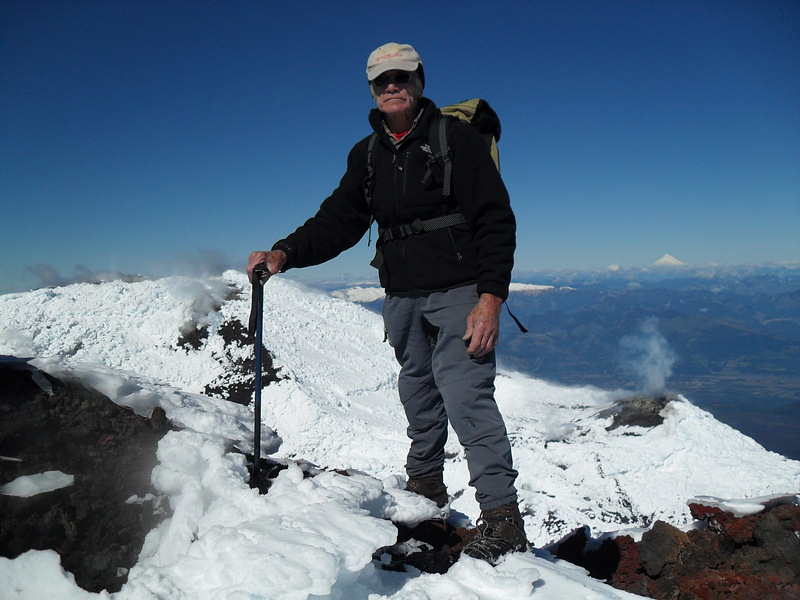
Výstup na sopku v dubnu 2010